# Де Плюс, Лауренс
Лауренс Де Плюс (нидерл. Laurens De Plus; род. 4 сентября 1995, Алст, провинция Восточная Фландрия,  Бельгия) — бельгийский профессиональный  шоссейный велогонщик, выступающий за команду мирового тура «Jumbo-Visma».

## Достижения
2015
1-й Гент — Штаден
2-й Ронд де л’Изард — Генеральная классификация
2-й Джиро-делла-Валле-д'Аоста — Генеральная классификация
1-й — Этап 1
2017
3-й Стер ЗЛМ Тур — Генеральная классификация
10-й Брабантсе Пейл
2018
1-й  Чемпион мира  — Командная гонка
4-й Чемпионат Бельгии  — Индивидуальная гонка
8-й Тур Калифорнии — Генеральная классификация
2019
1-й БинкБанк Тур
9-й Тур Тур ОАЭ — Генеральная классификация
1-й — Этап 1  (КГ)

### Гранд-туры
| Гонка           | 2017 | 2017 |
| --------------- | ---- | ---- |
| Джиро д'Италия  | 24   | —    |
| Тур де Франс    | —    | —    |
| Вуэльта Испании | —    | НФ   |

| —  | Не участвовал  |
| НФ | Не финишировал |